# Spizella arborea
Spizella arborea là một loài chim trong họ Emberizidae.